# Вторжение динозавра
«Вторжение динозавра» (кор. 괴물 (Квему́ль) — «Монстр» / англ. The Host — «Хозяин») — южнокорейский фильм 2006 года о монстре. Содержит элементы фильма ужасов и драмы. Режиссёром и одним из сценаристов фильма является Пон Чжун Хо.
Фильм представляет собой блокбастер, который содержит политический подтекст, связанный с присутствием американских вооружённых сил в Корее.
После успеха предыдущего фильма режиссёра «Воспоминания об убийстве» (88 % свежести на Rotten Tomatoes, с рейтингом 8,1 на 193-м месте 250 лучших фильмов по версии IMDb, при более чем 226 тыс. голосов и большое количество наград), «Вторжение динозавра» ожидался зрителями с огромным интересом — об этом говорит тот факт, что фильм был показан на рекордном числе экранов в Южной Корее 27 июля 2006 года, а к концу проката 8 ноября, фильм посмотрели 13 миллионов зрителей, и он стал, на тот момент, самым кассовым южнокорейским фильмом за всю историю. Был выпущен ограниченным числом копий в США 9 марта 2007 года, также был издан на DVD, Blu-Ray и в формате HD-DVD 24 июля 2007 года. В России фильм был выпущен на DVD 20 сентября 2007 года компанией «CP Digital».

## Сюжет
Фильм начинается с того, что американский военный патологоанатом приказывает своему корейскому помощнику нарушить протокол и вылить 200 бутылок формальдегида в канализацию, которая ведёт к реке Ханган. Помощник возражает, но попытка сопротивления ни к чему не приводит. Несколько лет спустя двое мужчин рыбачат на реке Ханган и вылавливают из реки какое-то странное существо, которое кусает одного из рыбаков, и тот роняет его в реку. Ещё четыре года спустя, человек совершает самоубийство, спрыгнув с моста в реку Ханган, но, прежде чем прыгнуть, он замечает что-то тёмное под водой.
2006 год. Пак Ганту (Сон Канхо) — бестолковый 39-летний мужчина, который помогает управлять закусочной на берегу реки своему отцу Хипону (Пён Хипон). У него есть 14-летняя дочь-школьница Хёнсо (Го Асон). Сестра Ганту, Намджу, занимается стрельбой из лука и едва не становится чемпионкой национального чемпионата, однако из-за медлительности не успевает сделать последний выстрел и получает лишь бронзовую медаль. Младший брат Ганту, Намиль, бывший студент и алкоголик, который ничего не делает с тех пор, как окончил университет.
Ганту обслуживает клиентов и видит, что толпа собирается у реки Ханган, разглядывая какое-то большое существо, которое уже висит под мостом. Монстр прыгает в воду и плывёт к берегу. Ганту бросает банку пива в воду рядом со зверем. Другие люди тоже начинают кидаться пищей и другими предметами, но существо уходит под воду и исчезает из поля зрения. Несколько мгновений спустя монстр появляется на берегу позади толпы и начинает нападать на людей и пожирать их. Ганту и американский солдат по имени Дональд пытаются бороться с существом, вследствие чего Дональд теряет руку. Ганту убегает, затем хватает за руку Хёнсо, которая вышла из закусочной, и бежит дальше без остановки, спотыкается, выпускает руку своей дочери и машинально хватает другую девочку. Через некоторое время, он оглядывается назад и видит, что существо тянет Хёнсо в реку и исчезает вместе с нею под водой.
Семья оплакивает девочку в убежище, предназначенном для жертв нападения. Представители правительства в жёлтых защитных костюмах требуют сообщить, у кого был прямой контакт с существом. Ганту изолируют в больнице, после того, как он говорит, что контактировал с монстром. Корейское правительство объявляет, что существо является не только прямой опасностью, но и носителем неизвестного смертельного вируса, которым заразился Дональд. Ночью Хёнсо звонит по телефону Ганту и сообщает, что она не мертва, а находится в лежбище утащившего её зверя в канализации. Её телефон отключается, так как разрядилась батарейка. Ганту пытается объяснить это другим, но ему не верят. Лишь Хипон верит своему сыну и расходует все свои сбережения, чтобы они могли сбежать из больницы и спасти Хёнсо. От местных жуликов они получают грузовик, два защитных костюма, оружие и карту канализационной системы вокруг реки Ханган.
Поиски в канализации не увенчались успехом. Семья возвращается к закусочной на берегу реки Ханган, чтобы переночевать. Хипон говорит своему младшему сыну и дочери, чтобы они не относились так плохо к Ганту, потому что его слабоумие вызвано тем, что отец не мог обеспечить достаточную заботу своему старшему сыну, уделяя всё внимание им. Семья просыпается и обнаруживает, что существо наблюдает за ними. Хипон освещает монстра, который нападает на них и опрокидывает закусочную. Хипон стреляет, что заставляет существо бежать. Трое мужчин начинают преследовать существо и стрелять в него. В конечном счёте Хипона убивает зверь, Ганту захватывают солдаты, а Намиль и Намджу убегают в разных направлениях.
Хёнсо находится в глубокой яме в канализации, куда её принесло существо. Монстр периодически приносит в яму новых жертв. Все они оказываются мёртвыми, кроме одного маленького мальчика по имени Седжу. Намиль идёт к другу и с его помощью выясняет, откуда поступил звонок Хёнсо. Друг предаёт его из-за денег, которые обещаны за поимку Намиля, но ему удаётся сбежать. Прежде, чем потерять сознание под мостом, он посылает текстовое сообщение Намджу с местоположением Хёнсо. Намджу идёт к мосту, но сталкивается с монстром. Существо находится достаточно близко, чтобы девушка могла выстрелить из лука, но она вновь медлит, и от удара хвостом монстра теряет сознание и падает в колодец. Хёнсо пытается выбраться из канализации по верёвке, сделанной из одежды жертв, но существо не даёт девочке этого сделать, проглотив её и Седжу.
В больнице Ганту подслушивает, что нет никакого вируса: правительство просто, тем самым, пытается спасти свою репутацию. Американский учёный, который раскрывает эту тайну, утверждает, что мозг Ганту заражён. Команда докторов делает парню лоботомию. Медсестра дразнит безразличного (как она считает) Ганту, но он неожиданно берёт её в заложники, приставив к горлу шприц, полный его «заражённой» крови. Его слабоумие, судя по всему, было вылечено лоботомией. Он убегает и обнаруживает, что находится не в больнице. На берегу реки Ханган он находит грузовик и едет к мосту.
Ганту видит, что у убегающего существа изо рта свисает человеческая рука. Монстр ныряет в воду, и Ганту преследует его по земле. Намиль просыпается рядом с бездомным человеком. С помощью ликёра, который парень занял у бомжа, он делает несколько бутылок с горючей смесью (коктейлей Молотова), и вместе они берут такси до моста. Намджу выбирается из колодца и замечает существо и Ганту, который преследует монстра. Зверь приводит всех трёх родственников на берег реки, где нападает на демонстрантов, возражающих против использования правительством «Жёлтого агента» (химического средства, очень вредного для людей) против чудовища и несуществующего вируса. Полицейские пытаются сдержать толпу, которая рассеивается только после того, как зверь вылезает на берег. Троица встречается на мосту, но Ганту прыгает вниз, чтобы быстрее подобраться к чудищу.
Выпускают «Жёлтый агент», который временно выводит зверя из строя. Пробираясь сквозь ядовитые пары, Ганту вытаскивает два безжизненных детских тела из его пасти. Хёнсо схватила Седжу и не была полностью проглочена, схватившись за большой зуб, но Ганту обнаруживает, что она задохнулась. Чудовище приходит в сознание и пытается вернуться в реку. В ярости Ганту хватает уличный знак и начинает бить им монстра. Намиль начинает бросать в существо коктейли Молотова. Зверь, испуганный огнём, начинает метаться по берегу. Бомж, которого встретил Намиль, окатывает существо бензином, но Намиль случайно роняет свою последнюю бутылку. Намджу поднимает один из горящих фрагментов бутылки, насаживает его на стрелу и выпускает её из лука прямо в глаз чудищу. Зверь вспыхивает как свечка. Существо делает последнюю попытку убежать в реку, но Ганту наконец-то убивает его, заколов стойкой уличного знака. Намджу и Намиль оплакивают мёртвую племянницу, а Ганту удаётся вернуть к жизни Седжу.
В эпилоге нам показывают Ганту и усыновлённого им Седжу в восстановленной и уютной закусочной. Однажды ночью Ганту кажется, что что-то двигается снаружи. Он хватает свою винтовку, но затем возвращает её на место, полагая, что это разыгралось его воображение. По телевизору идут новости о событиях, произошедших в фильме. Ребёнок просит, чтобы Ганту выключил телевизор, так как ему кажется это скучным, и они ужинают.

## В ролях
| Актёр      | Роль             |
| ---------- | ---------------- |
| Пён Хипон  | Хипон            |
| Сон Канхо  | Ганту            |
| Пак Хэиль  | Намиль           |
| Пэ Дуна    | Намджу           |
| Кхо Ахтон  | Хёнсо            |
| Ли Чжэын   | Седжин           |
| Ли Донхо   | Седжу            |
| Юн Чжэмун  | бездомный        |
| Лим Филтун | начальник Намиля |
| Пак Рохтик | следователь      |
| Кхо Сухуи  | медсестра        |

## Производство

### Подготовка
Это третий полнометражный фильм режиссёра Пон Джунхо. После положительной реакции критиков на дебют режиссёра «Лающие собаки никогда не кусают», вместе с признанием критиков и коммерческим успехом предыдущей работы «Воспоминания об убийстве», фильму выделили огромный бюджет в 10 млрд вон ($11 млн, что по южнокорейским меркам является колоссальной суммой). Режиссёр Пон Джунхо был впечатлён актёром Скоттом Уилсоном, которого он заметил в фильме «Монстр». Режиссёр обратился к нему с предложением сняться в фильме и отправил актёру DVD своего предыдущего фильма «Воспоминания об убийстве». Актёр согласился участвовать в проекте и сыграл в нём американского врача.

### Спецэффекты
Режиссёр вынужден был себя ограничивать рамками бюджета, особенно когда это касалось спецэффектов. Образ монстра создал Чен Чхинвэй, а смоделировано существо было в новозеландской «Weta Workshop» (англ.). Аниматроникой занимался Джон Кокс. Компьютерные эффекты создавала компания «The Orphanage», которая также создавала компьютерные эффекты для фильма «Послезавтра». При съёмках фильма использовались металлические бочки, чтобы создать эффект всплеска всякий раз, когда монстр нырял в воду. Режиссёр придумывал все движения монстра. Он сравнил это с управлением действиями актёров на съёмочной площадке.
Режиссёр не хотел создавать совсем уж фантастическое, похожее на инопланетное, существо; он попросил, чтобы оно было больших размеров, немного мутировавшим и видоизменённым, но, в целом, похожим на обычного (но только меньших размеров) обитателя морских глубин. В начальных сценах фильма, два рыбака сталкиваются с этим существом, когда оно ещё маленькое, и в этих сценах оно вполне похоже на все остальные трофеи рыбаков; это наводит на размышления о вполне реалистичном происхождении существа. Монстр имеет передние конечности, похожие на конечности амфибий. Этот элемент дизайна монстра, вероятно, был выбран проектировщиками для расширения функциональных возможностей существа, поскольку монстр должен был быть в состоянии бегать и совершать определённые акробатические движения во время фильма. Для фильмов о монстрах, размер существа является достаточно небольшим — монстр величиной лишь с грузовик. Также в отличие от других фильмов этого жанра, монстр был полностью виден с самого начала фильма, причём иногда довольно продолжительное время и даже средь бела дня. Этим фильм заработал похвалу критиков.

### Съёмки
Часть съёмок велась в реальных коллекторах около реки Ханган без использования декораций. Актёры и съёмочная группа были предварительно привиты против столбняка. Во время съёмок команда работала в условиях постоянного изменения погоды и окружающей температуры. Трудности заключались и в том, что сточные воды замерзали во время холода, поэтому воду приходилось разбивать и растоплять; а когда было тепло или ветрено, то вода испарялась, а ил приходилось вычищать.

## Политический контекст фильма
Начало фильма было основано на реальном событии, которое произошло в феврале 2000 года. На американской военной базе, которая располагалась в центре Сеула, штатному служащему по имени Макфарлэнд было приказано избавиться от формальдегида, что он и сделал, слив вещество в канализационную систему, которая выходила в реку Ханган, несмотря на возражения корейского подчинённого. Южнокорейское правительство пыталось судить американского служащего, но вооружённые силы США отказались передать его южнокорейскому правосудию. Позже южнокорейский судья признал его виновным, но сам осуждённый даже не присутствовал в суде. Общественность была разгневана неспособностью правительства исполнить закон в своей собственной стране. В 2005 году, спустя почти пять лет после инцидента, Макфарлэнд был, наконец, признан виновным, и на этот раз он присутствовал в суде. Однако он никогда не отбывал фактического тюремного срока, и не было никаких существ-мутантов в реке.

Американские вооружённые силы, размещённые в Южной Корее, изображаются как абсолютно равнодушные к возможным последствиям их действий. Боевое отравляющее вещество, используемое американскими вооружёнными силами для уничтожения монстра в конце фильма, названо «Жёлтый агент», что является скрытой отсылкой к веществу «Оранжевый агент», которое использовалось англичанами в Малайзии и американцами во Вьетнаме, и несёт в себе сатирический эффект. Несмотря на политический подтекст, американский солдат и Ганту смело, хотя и глупо, нападают на монстра, а после этого освобождают пойманных в ловушку жертв. Режиссёр Пон Джунхо прокомментировал это так: 
Эта сцена показывает, что фильм не является антиамериканским, но в этом конечно есть определённая метафора и политический контекст.
Фильм сатирически изображает южнокорейское правительство, которое показано погрязшим в бюрократии, некомпетентным и абсолютно не заботящимся о народе. Молодёжные оппозиционные движения изображены насмешливо: одни из них очень решительны, другие же убеждены в своей правоте и не замечают всех остальных. Намиль преднамеренно показан как пережиток старины, что является отсылкой к неспокойной политической истории Южной Кореи.

## Премьера и прокат
Премьера фильма состоялась на Каннском кинофестивале 21 мая 2006 года, а затем в Южной Корее 27 мая 2006 года. Будучи сильно разрекламированным и имея в актёрском составе одного из самых популярных южнокорейских актёров Сон Канхо, фильм был показан на рекордном числе экранов и стал самым кассовым южнокорейским фильмом за всю историю, собрав только в первый уикенд 17,5 млн долларов и легко побив предыдущий рекорд фильма «Тайфун». В первые дни фильм посмотрели 2,63 млн зрителей, к 6 августа — 6 млн зрителей, в начале сентября число посмотревших этот фильм достигло 12,3 млн зрителей, а касса составила 48,5 млн долларов, и, наконец, к концу проката, который состоялся 8 ноября, фильм посмотрели более 13 млн зрителей. Это значит, что этот фильм посмотрел каждый пятый житель Южной Кореи (хотя, следует учитывать, что были и такие, которые посмотрели фильм несколько раз).
Фильм был отобран на несколько кинофестивалей. Кроме открытия Каннского кинофестиваля, он был показан в Торонто, Токио и Нью-Йорке. В Корее на «Blue Dragon Film Awards» фильм получил пять наград, Кхо Ахтон получила приз как лучшая актриса, а Пён Хипон — как лучший актёр второго плана. Картина была запущена в прокат в Австралии 17 августа 2006 года. В первой половине сентября премьеры состоялись в Японии, Сингапуре, Тайване, Таиланде и Гонконге. 10 ноября 2006 года показ фильма стартовал в Великобритании. Этот показ стал первым показом фильма вне кинофестивалей за пределами Азии и Австралии. В Америке премьера состоялась 9 марта 2007 года. Это было сделано, чтобы показать фильм в других странах, среди которых Франция, Ирландия, Швеция, Германия, Испания. В ограниченный американский прокат фильм поступил 11 марта 2007 года.

## Отзывы
Англоязычным критиками фильм понравился, о чём свидетельствует рейтинг в 92 % на Rotten Tomatoes. На Metacritic он заработал 85 баллов и был признан одним из главных фильмов 2007 года. Французское издание Cahiers du cinéma поставило фильм на третье место в списке лучших фильмов 2006 года.
Манола Даргис из «The New York Times» назвала фильм «чокнутым гибридом жанров», создателям которого не откажешь в фантазии; основная тема фильма — чудовища не только объективно существующие, но и те, которые таятся в душах людей. Джим Хоберман также увидел в фильме аллегорию, причём достаточно головокружительную; ему импонирует то, что фильм отказывается принимать себя всерьёз, а хоррор здесь смыкается с комедией. Питер Трэверс на страницах журнала Rolling Stone рекомендовал фильм для просмотра как начало отсчёта истории хоррора в новом тысячелетии — даже несмотря на то, что темп фильма несколько провисает из-за перегруженности историями отдельных персонажей. «Если и есть какой недостаток в этом дико увлекательном фильме, так это его изобретательность, чрезмерная для того жанра, к которому он, по идее, относится», — отозвался Ричард Корлисс в журнале Time.

### Награды и номинации
Вторжение динозавра получил 18 наград и участвовал ещё в 13 номинациях.
Победитель
- 1-й Азиатский кинофестиваль
  - Лучший фильм
  - Лучший актёр: Сон Канхо
  - Лучшая работа оператора: Ким Хёнrу
  - Лучшие визуальные эффекты: The Orphanage

- Азиатско-тихоокеанский кинофестиваль
  - Лучший монтаж: Ким Сунмин
  - Лучший звук: Цой Тхэён
  - Лучший актёр второго плана: Пён Хипон

- Baek Sang Art Awards (англ.)
  - Лучший фильм
  - Лучший актёрский дебют: Кхо Ахтон

- Blue Dragon Awards
  - Лучший фильм
  - Лучший актёрский дебют: Кхо Ахтон
  - Лучший актёр второго плана: Пён Хипон
  - Лучшие визуальные эффекты: The Orphanage

- Fantasporto
  - Лучший режиссёр: Пон Джунхо

- Grand Bell Award
  - Лучший режиссёр: Пон Джунхо
  - Лучший монтаж: Ким Сунмин

- Международный Кинофестиваль в Каталонии
  - Лучшие визуальные эффекты: The Orphanage
  - Orient Express Award: Пон Джунхо

Номинации
- 1-й Азиатский кинофестиваль
  - Лучший монтаж: Ким Сунмин

- Кинопремия Сатурн
  - Лучший иностранный фильм
  - Лучший актёрский дебют: Кхо Ахтон

- Empire Movie Award
  - Лучший фильм ужасов

- Grand Bell Awards
  - Лучший актёр: Сон Канхо
  - Лучшая работа оператора: Ким Хёнку
  - Лучший актёр второго плана: Пён Хипон
  - Лучший актёрский дебют: Кхо Ахтон
  - Лучший фильм

- Гонконгская кинопремия
  - Лучший азиатский фильм

- Chlotrudis Awards
  - Лучшая игра актёров

- Online Film Critics Society Awards (англ.)
  - Лучший фильм на иностранном языке

- Международный Кинофестиваль в Каталонии
  - Лучший фильм

## Сиквел, ремейк и компьютерная игра
19 июня 2007 года был анонсирован сиквел «Вторжения динозавра», премьера которого предварительно назначена на 2011 год. Сиквел будет сниматься другим режиссёром. Бюджет фильма должен составить примерно 12 миллионов долларов. Сценарий картины будет основан на сюжете художника веб-комиксов Канг Фулла. Также, в ноябре 2008 года, студией Universal было объявлено о намерении снять ремейк корейского фильма. Гор Вербински должен стать продюсером, Марк Порьиер напишет сценарий, а режиссёром станет Фредерик Бонд. Ремейк планируют выпустить в 2011 году. Кроме того, Twitch Film 3 ноября 2009 года объявил о планах выпустить компьютерную игру по мотивам фильма, которая должна стать мульти-платформенным шутером от первого лица.